# Женская сборная Узбекистана по гандболу
Женская сборная Узбекистана по гандболу — национальная команда по гандболу, представляющая Узбекистан на международных соревнованиях. Управляется Федерацией гандбола Узбекистана.

## История
Сборная сформирована в 1992 году, когда Узбекистан стала членом Международной федерации гандбола.

### Чемпионаты мира
Сборная Узбекистана участвовала в женских чемпионатах мира только два раза — в 1997 году в Германии и в 2021 году в Испании. В 1997 году на групповом этапе она проиграла Франции (17:39), Хорватии (15:45), Норвегии (13:44), Белоруссии (20:25) и сыграла вничью с Канадой (18:18), не попав в плей-офф и заняв в итоге 21-е место среди 24 команд.

### Чемпионаты Азии
Сборная Узбекистана дебютировала на женском чемпионате Азии в 1997 году и показала лучший результат в истории, заняв 4-е место среди 5 команд, имея в активе только одну победу над Тайванем (25:12). Благодаря этому результату узбекские гандболистки получили путёвку на чемпионат мира.
В следующий раз сборная Узбекистана выступила на чемпионате Азии в 2002 году, где заняла 7-е место. С 2008 года она неизменно играет на континентальных чемпионатах. В 2008 году узбечки заняли 9-е место, в 2010 и 2012 годах — 6-е, в 2015 и 2017 годах — 5-е.

### Летние Азиатские игры
В 2006 году сборная Узбекистана участвовала в гандбольном турнире летних Азиатских игр в Дохе. На групповом этапе узбечки проиграли Казахстану (12:23) и Китаю (17:46), победили Индию (29:24), в матче за 5-6-е места уступили Тайваню (25:26).
В 2014 году сборная Узбекистана выступила в гандбольном турнире летних Азиатских игр в Инчхоне. На групповом этапе она выиграла у Мальдивских островов (57:7) и Гонконга (23:22), проиграла Казахстану (23:37) и Японии (18:51). В полуфинале за 5-8-е места узбечки победили Индию (44:26), в матче за 5-6-е места — Гонконг (26:16).

### Другие турниры
В 2013 году сборная Узбекистана выиграла чемпионат Юго-Восточной Азии в Таиланде, победив соперниц из Гонконга, Таиланда, Вьетнама и Филиппин.

## Результаты выступлений

### Чемпионаты мира
- 1993—1995 — не участвовала
- 1997 — 21-е место
- 1999—2019 — не участвовала

### Чемпионаты Азии
- 1993—1995 — не участвовала
- 1997 — 4-е
- 2000 — не участвовала
- 2002 — 7-е
- 2004—2006 — не участвовала
- 2008 — 9-е
- 2010 — 6-е
- 2012 — 6-е
- 2015 — 5-е
- 2017 — 5-е

### Летние Азиатские игры
- 1994—2002 — не участвовала
- 2006 — 6-е
- 2014 — 5-е
- 2018 — не участвовала